# Романов Ростислав Олександрович
Романов Ростислав Олександрович (нар. 24 [11] листопада 1902, Ай-Тодор, Крим, Російська імперія — 30 липня 1978, Канни, Франція) — російський бухгалтер, князь імператорської крові, п'ятий син великого князя Олександра Михайловича та великої княгині Ксенії Олександрівни. Онук імператора Олександра III по материнській лінії, і правнук імператора Миколи I за прямою чоловічою лінією.

## Біографія
Був названий цим нетиповим для Романових ім'ям тому, що його батько на той час командував ескадреним броненосцем «Ростислав».
Під час Жовтневої революції князь Ростислав утримувався під арештом разом із батьками та бабусею вдовою-імператрицею Марія Федорівна в палаці Дюльбер у Криму. Залишив Росію у грудні 1918 року на лінкорі британського Королівського флоту «Мальборо». На Мальті вони провели дев'ять місяців до переїзду до Англії, а потім оселилися у Канні, Франція.
Князь Ростислав Олександрович був одружений тричі, вперше на Олександрі Голіциній, другий на Еліс Бейкер Елькен та востаннє на Хедвізі Єві Марії Гертруді фон Шапюї. Він тривалий час жив у США, працював бухгалтером. Ростислав Олександрович помер у 1978 році у Франції, де він на той час жив. Від перших двох шлюбів у нього залишилися сини Ростислав та Микола. Син Ростислав Ростиславович Романов, у минулому бізнесмен і банкір в Іллінойсі, був одружений двічі і мав двох дочок та синів. Микола Ростиславович, займався поштовим бізнесом, був одружений двічі і мав двох синів та доньку.

## Шлюби
1 вересня 1928 року в Чикаго одружився з княжною Олександрою Павлівною Голіциною (7 травня 1905 — 5 грудня 2006). У шлюбі народився один син. Розлучилися 9 листопада 1944 року. 24 листопада 1944 року одружився з Ейліс Бейкер Елькен (30 травня 1923 — 21 жовтня 1996). У шлюбі народився один син, розлучилися 11 квітня 1951 року. 19 листопада 1954 року одружився з Ядвігою Шаппюї (6 грудня 1905 — 9 січня 1997). Від останнього шлюбу дітей не мав.
Від першого шлюбу з княгинею Олександрою Павлівною мав одного сина.
Князя Ростислава Ростиславовича (нар. 3 грудня 1938, Чикаго — 7 січня 1999, Лондон)
Від другого шлюбу з Ейліс Бейкер Елькен мав одного сина.
Князя Миколи Ростиславовича (нар. 9 вересня 1945, Чикаго — 9 листопада 2000, Лас-Вегас)